# Dokumentarische Bezugseinheit
Die Dokumentarische Bezugseinheit (DBE) ist für Informationsspezialisten das Objekt, das Gegenstand der dokumentarischen Bearbeitung ist. Bei Dokumentarischen Bezugseinheiten kann es sich um alle möglichen Träger von Informationen handeln; denkbar sind dabei unter anderem Druckerzeugnisse, Tonträger, Filme, Museumsstücke etc.
Im Dokumentationsprozess wird aus der DBE eine Dokumentationseinheit (DE) gebildet; das ist zum Beispiel ein Datensatz, der die Merkmale der DBE enthält und stellvertretend für diese in ein Informationssystem eingeht. Wäre das Informationssystem etwa eine Bücherdatenbank, dann enthielte die DE – hier also der Datensatz – die bibliografischen Daten, aber auch Angaben zum Inhalt, beispielsweise in Form von Schlagwörtern (Deskriptoren) oder einer Klassifikation.
Die DBE ist nicht unbedingt gleichzusetzen mit einer speziellen Dokumentenart, sondern sie wird stattdessen als Informationseinheit aufgefasst. Sie kann zum Beispiel ein einzelnes Kapitel aus einem Fachbuch oder ein Artikel aus einer Fachzeitschrift sein, aber auch ein Produkt aus einem Warenkatalog.